# Christos Papadimitriou
Christos Harilaos Papadimitriou (în greacă Χρήστος Χαρίλαος Παπαδημητρίου; n. 16 august 1949, Atena, Regatul Greciei) este un informatician teoretician grec și profesor de informatică la Universitatea din California, Berkeley.

## Educație
Papadimitriou a studiat la Universitatea Politehnică Națională din Atena, unde în 1972 a obținut diploma de inginer electrotehnist. El a continuat să studieze la Universitatea Princeton, unde a obținut un masterat în inginerie electrică în 1974 și un doctorat în Inginerie Electrică și informatică în 1976.

## Cariera
Papadimitriou a predat la Harvard, MIT, Universitatea Politehnică Națională din Atena⁠(d), Stanford, și Universitatea din California, San Diego⁠(d), și este în prezent profesor de inginerie electrică și calculatoare C. Lester la U. C. Berkeley.
În 2001, Papadimitriou a devenit membru al Association for Computing Machinery, iar în 2002 a fost distins cu premiul Knuth⁠(d). El a devenit membru al Academiei Naționale Americane de Inginerie⁠(d) pentru contribuții la teoria complexității, teoria bazelor de date, și optimizare combinatorică. În 2009, a fost ales în Academia Națională de Științe a SUA⁠(d). În cadrul celui de al 36-lea Colocviu Internațional de Automate, Limbaje și Programare⁠(d) (ICALP 2009), a avut loc un eveniment special în care au fost onorate contribuțiile lui  Papadimitriou în domeniul informaticii. În 2012, împreună cu Elias Koutsoupias, a fost distins cu premiul Gödel⁠(d) pentru munca lor comună la conceptul de cost de anarhie⁠(d).
Papadimitriou este autor al manualului Computation Complexity, unul dintre cele mai utilizate manuale în domeniul teoriei complexității. El este și co-autor al manualului Algorithms (2006) împreună cu Sanjoy Dasgupta și Umesh Vazirani⁠(d), și al romanului grafic Logicomix (2009) împreună cu Apostolos Doxiadis.
Numele lui a fost trecut la poziția 19 în baza de date și biblioteca digitală acatemică a motorului de căutare CiteSeerX.

## Distincții și premii
În 2011, Papadimitriou a primit un doctorat honoris causa de la Universitatea Politehnică Națională din Atena⁠(d).
În 2013, Papadimitriou a primit un doctorat honoris causa de la École polytechnique fédérale de Lausanne (EPFL)⁠(d).
Papadimitriou a fost distins cu medalia IEEE John von Neumann⁠(d) în 2016, cu premiul EATCS⁠(d) în 2015, cu premiul Gödel⁠(d) în 2012 și cu premiul Knuth⁠(d) în 2002.

## Publicații
- Elements of the Theory of Computation (cu Harry R. Lewis⁠(d)). Prentice Hall⁠(d), 1982; ediția a doua septembrie 1997. ediția în greacă Arhivat în 7 ianuarie 2013, la Archive.is
- Combinatorial Optimization: Algorithms and Complexity (cu Kenneth Steiglitz⁠(d)).  Prentice-Hall, 1982; ediția a doua, Dover, 1998.
- The Theory of Database Concurrency Control. CS Press, 1986.
- Computational Complexity. Addison-Wesley⁠(d), 1994.
- Turing (a Novel about Computation). MIT Press, noiembrie 2003.
- Hackeri condamnați pe viață? (în greacă). Kastaniotis Editions, 2004. Compilație de articole scrise pentru ziarul grecesc To Vima⁠(d).
- Algorithms (coautor, împreună cu Sanjoy Dasgupta și Umesh Vazirani⁠(d)). McGraw-Hill, septembrie 2006
- Logicomix⁠(d), An Epic Search for Truth (coautor, alături de Apostolos Doxiadis, cu ilustrații de Alecos Papadatos și Annie di Donna). Bloomsbury Publishing și Bloomsbury USA, septembrie 2009.
- Coautor al unui articol împreună cu Bill Gates, cofondatorul Microsoft.[23]

## Viața personală
La UC Berkeley, în 2006, s-a alăturat unei formații muzicale de profesori și studenți numită Lady X and the Positive Eigenvalues (Doamna X și Valorile Proprii Pozitive).